# Llista de monuments del districte de Nimes
Llista de monuments del districte de Nimes (Gard) registrats com a monuments històrics, bé catalogats d'interès nacional (classé) o bé inventariats d'interès regional (inscrit).
Els municipis més destacats estan separats en llistes corresponents. Vegeu:
- Llista de monuments de Bellcaire
- Llista de monuments de Nimes
- Llista de monuments d'Usès

| Monument                                                                    | Prot. | Època                                                                    | Localització                                                               | Coordenades                                                            | Codi?      | Imatge |
| --------------------------------------------------------------------------- | ----- | ------------------------------------------------------------------------ | -------------------------------------------------------------------------- | ---------------------------------------------------------------------- | ---------- | --- |
| Casa                                                                        | Inv.  | Segle XVII                                                               | Aigüesmortes 25, 25bis boulevard Gambetta                                  | 43° 33′ 56″ N, 4° 11′ 32″ E / 43.565558°N,4.192236°E                   | PA00102941 | Carregueu una nova foto d'aquest monument |
| Capella de la confraria des Pénitents-Gris                                  | Cat.  | Segle XVII                                                               | Aigüesmortes rue Rouget-de-l'Isle; au carrefour avec la rue Paul-Bert      | 43° 33′ 57″ N, 4° 11′ 36″ E / 43.565706°N,4.193391°E                   | PA00102939 | Capella de la confraria des Pénitents-Gris · Vegeu més fotos d'aquest monument · Carregueu una nova foto d'aquest monument                                  |
| Capella des Pénitents-Blancs                                                | Cat.  | Segle XVII                                                               | Aigüesmortes rue de la République                                          | 43° 34′ 01″ N, 4° 11′ 31″ E / 43.566918°N,4.191892°E                   | PA00102938 | Capella des Pénitents-Blancs · Vegeu més fotos d'aquest monument · Carregueu una nova foto d'aquest monument                                                |
| Plan des théâtres                                                           | Inv.  | Segle xix                                                                | Aigüesmortes                                                               | 43° 33′ 53″ N, 4° 11′ 23″ E / 43.56460°N,4.18982°E                     | PA00125478 | Plan des théâtres · Carregueu una nova foto d'aquest monument                                                                                               |
| Muralles                                                                    | Cat.  | Segle XIII                                                               | Aigüesmortes                                                               | 43° 34′ 07″ N, 4° 11′ 23″ E / 43.568498°N,4.189722°E                   | PA00102942 | Muralles · Vegeu més fotos d'aquest monument · Carregueu una nova foto d'aquest monument                                                                    |
| Església                                                                    | Inv.  | Segles XIII-XVIII                                                        | Aigüesmortes                                                               | 43° 34′ 01″ N, 4° 11′ 25″ E / 43.5669°N,4.1903°E                       | PA00102940 | Església · Vegeu més fotos d'aquest monument · Carregueu una nova foto d'aquest monument                                                                    |
| Parcel·la amb vestigis arqueològics                                         | Cat.  | Alt Imperi; Baix Imperi; Alta Edat Mitjana; Edat Mitjana                 | Aigasvivas Cimetière de Pataran                                            | 43° 43′ 18″ N, 4° 12′ 23″ E / 43.7217°N,4.2063°E                       | PA00102943 | Parcel·la amb vestigis arqueològics · Carregueu una nova foto d'aquest monument                                                                             |
| Gruta de punts                                                              | Inv.  | paleolític                                                               | Aiguesa                                                                    | 44° 20′ 13″ N, 4° 29′ 21″ E / 44.337°N,4.4891°E                        | PA00135379 | Carregueu una nova foto d'aquest monument |
| Església parroquial                                                         | Inv.  |                                                                          | Aiguesa                                                                    | 44° 18′ 10″ N, 4° 33′ 25″ E / 44.30275°N,4.55684°E                     | PA00125479 | Església parroquial · Vegeu més fotos d'aquest monument · Carregueu una nova foto d'aquest monument                                                         |
| Gruta Chabot                                                                | Cat.  | Paleolític superior                                                      | Aiguesa                                                                    | 44° 19′ 22″ N, 4° 32′ 28″ E / 44.3227°N,4.5411°E                       | PA00102945 | Gruta Chabot · Modifica el valor a Wikidata · Carregueu una nova foto d'aquest monument                                                                     |
| Dolmen dit Pié de Mounié                                                    | Cat.  |                                                                          | Aiguesa                                                                    | 44° 19′ 11″ N, 4° 29′ 52″ E / 44.3196°N,4.4977°E                       | PA00102944 | Carregueu una nova foto d'aquest monument |
| Estèles funeràries antigues                                                 | Cat.  | Antiguitat                                                               | Aimargues le Grand Teillan                                                 | 43° 41′ 12″ N, 4° 12′ 54″ E / 43.68663417317726°N,4.21500563621521°E   | PA00102947 | Carregueu una nova foto d'aquest monument |
| Castell de Teillan                                                          | Inv.  | Segles XVI-XVII                                                          | Aimargues                                                                  | 43° 39′ 35″ N, 4° 11′ 23″ E / 43.65961360283773°N,4.189739227294922°E  | PA00102946 | Castell de Teillan · Vegeu més fotos d'aquest monument · Carregueu una nova foto d'aquest monument                                                          |
| Presbiteri                                                                  | Cat.  | Segle XIV                                                                | Angles                                                                     | 43° 57′ 10″ N, 4° 46′ 00″ E / 43.952765°N,4.76661°E                    | PA00102956 | Carregueu una nova foto d'aquest monument |
| Hôtel Sauvan o de Choisity                                                  | Cat.  | Segle XVII                                                               | Aramon rue de Choisity                                                     | 43° 53′ 25″ N, 4° 40′ 55″ E / 43.890352°N,4.681927°E                   | PA00102959 | Hôtel Sauvan o de Choisity · Vegeu més fotos d'aquest monument · Carregueu una nova foto d'aquest monument                                                  |
| Hôtel de Laudun                                                             | Inv.  | Segle XVII                                                               | Aramon 3 rue de Voltaire                                                   | 43° 53′ 25″ N, 4° 40′ 51″ E / 43.890404°N,4.680853°E                   | PA30000003 | Hôtel de Laudun · Vegeu més fotos d'aquest monument · Carregueu una nova foto d'aquest monument                                                             |
| Castell                                                                     | Inv.  | Segles XVIII-XIX                                                         | Aramon                                                                     | 43° 53′ 27″ N, 4° 40′ 53″ E / 43.89074°N,4.68133°E                     | PA00135380 | Castell · Vegeu més fotos d'aquest monument · Carregueu una nova foto d'aquest monument                                                                     |
| Arenes                                                                      | Inv.  |                                                                          | Aramon                                                                     | 43° 53′ 24″ N, 4° 41′ 03″ E / 43.890084°N,4.684124°E                   | PA00125480 | Carregueu una nova foto d'aquest monument |
| Ajuntament                                                                  | Cat.  |                                                                          | Aramon                                                                     | 43° 53′ 24″ N, 4° 40′ 50″ E / 43.889939°N,4.680578°E                   | PA00102960 | Ajuntament · Vegeu més fotos d'aquest monument · Carregueu una nova foto d'aquest monument                                                                  |
| Antiga llotja                                                               | Inv.  | Segle XVIII                                                              | Aramon place dite le Plagnet                                               | 43° 53′ 23″ N, 4° 40′ 48″ E / 43.889668°N,4.680042°E                   | PA00102958 | Carregueu una nova foto d'aquest monument |
| Església parroquial                                                         | Inv.  | Segle XII                                                                | Aramon                                                                     | 43° 53′ 23″ N, 4° 40′ 51″ E / 43.889766610112304°N,4.680722951889038°E | PA00102957 | Església parroquial · Vegeu més fotos d'aquest monument · Carregueu una nova foto d'aquest monument                                                         |
| Tram de l'aqüeducte de Nimes a Argiliers                                    | Inv.  | gal·loromà                                                               | Argiliers                                                                  |                                                                        | PA30000004 | Tram de l'aqüeducte de Nimes a Argiliers · Modifica el valor a Wikidata · Carregueu una nova foto d'aquest monument                                         |
| Domaine de Castille                                                         | Inv.  | Segle XVII                                                               | Argiliers                                                                  | 43° 58′ 26″ N, 4° 29′ 54″ E / 43.9738°N,4.4983°E                       | PA00102961 | Domaine de Castille · Vegeu més fotos d'aquest monument · Carregueu una nova foto d'aquest monument                                                         |
| Maison Fage                                                                 | Inv.  | Segle XVII                                                               | Arpalhargues e Aurelhac le Village                                         | 44° 00′ 01″ N, 4° 22′ 20″ E / 44.0002°N,4.3722°E                       | PA00102962 | Carregueu una nova foto d'aquest monument |
| Plan des Théâtres, plaça taurina                                            | Inv.  |                                                                          | Aubais place du Château                                                    | 43° 45′ 14″ N, 4° 08′ 45″ E / 43.7538°N,4.1459°E                       | PA30000078 | Plan des Théâtres, plaça taurina · Vegeu més fotos d'aquest monument · Carregueu una nova foto d'aquest monument                                            |
| Castell d'Aubais                                                            | Inv.  | Segle XVII                                                               | Aubais                                                                     | 43° 45′ 14″ N, 4° 08′ 45″ E / 43.753861°N,4.145778°E                   | PA30000015 | Castell d'Aubais · Vegeu més fotos d'aquest monument · Carregueu una nova foto d'aquest monument                                                            |
| Església                                                                    | Inv.  | Segle XVIII                                                              | Oiargues                                                                   | 43° 47′ 21″ N, 4° 07′ 24″ E / 43.789083°N,4.123222°E                   | PA00102965 | Església · Vegeu més fotos d'aquest monument · Carregueu una nova foto d'aquest monument                                                                    |
| Antic monestir des Bernardines de Valsaune, després des Dames de Saint-Maur | Inv.  |                                                                          | Banhòus de Céser rue Fernand-Crémieux                                      | 44° 09′ 43″ N, 4° 37′ 16″ E / 44.161971°N,4.620979°E                   | PA00102967 | Antic monestir des Bernardines de Valsaune, després des Dames de Saint-Maur · Vegeu més fotos d'aquest monument · Carregueu una nova foto d'aquest monument |
| Casa                                                                        | Inv.  | Segle XVII                                                               | Banhòus de Céser 15 rue Fernand-Crémieux                                   | 44° 09′ 43″ N, 4° 37′ 16″ E / 44.162033°N,4.621071°E                   | PA00102970 | Carregueu una nova foto d'aquest monument |
| Antic Hôtel de la Gorce                                                     | Inv.  | Segle XVIII                                                              | Banhòus de Céser 3 rue Fernand-Crémieux                                    | 44° 09′ 44″ N, 4° 37′ 14″ E / 44.162223°N,4.620558°E                   | PA00102968 | Carregueu una nova foto d'aquest monument |
| Hôtel                                                                       | Inv.  | Segle XVII                                                               | Banhòus de Céser 19 rue de la République                                   | 44° 09′ 47″ N, 4° 37′ 11″ E / 44.162956°N,4.61962°E                    | PA30000039 | Carregueu una nova foto d'aquest monument |
| Torre dita de l'Horloge                                                     | Inv.  |                                                                          | Banhòus de Céser                                                           | 44° 09′ 44″ N, 4° 37′ 09″ E / 44.162352°N,4.619072°E                   | PA00102972 | Torre dita de l'Horloge · Carregueu una nova foto d'aquest monument                                                                                         |
| Casal de Maransan                                                           | Inv.  | Segles XV-XVI                                                            | Banhòus de Céser                                                           | 44° 10′ 30″ N, 4° 38′ 29″ E / 44.174875°N,4.641383°E                   | PA00102971 | Carregueu una nova foto d'aquest monument |
| Ajuntament                                                                  | Inv.  |                                                                          | Banhòus de Céser                                                           | 44° 09′ 43″ N, 4° 37′ 13″ E / 44.161919°N,4.620352°E                   | PA00102969 | Ajuntament · Vegeu més fotos d'aquest monument · Carregueu una nova foto d'aquest monument                                                                  |
| Capella Saint-Martin-de-Saduran                                             | Inv.  | Segles XI-XII                                                            | Banhòus de Céser                                                           | 44° 10′ 54″ N, 4° 36′ 27″ E / 44.181688°N,4.607584°E                   | PA00102966 | Capella Saint-Martin-de-Saduran · Vegeu més fotos d'aquest monument · Carregueu una nova foto d'aquest monument                                             |
| Antic priorat Saint-Vincent-de-Broussan                                     | Inv.  | Segles XII-XV                                                            | Bèlagarda Broussan                                                         | 43° 44′ 19″ N, 4° 28′ 03″ E / 43.7385°N,4.4675°E                       | PA00103024 | Antic priorat Saint-Vincent-de-Broussan · Vegeu més fotos d'aquest monument · Carregueu una nova foto d'aquest monument                                     |
| Antiga església                                                             | Inv.  | Segles XII-XVII                                                          | Belvézet Rue de l'Ancienne Église                                          | 44° 04′ 47″ N, 4° 22′ 18″ E / 44.0797°N,4.3718°E                       | PA30000029 | Carregueu una nova foto d'aquest monument |
| Castellàs de Bèuveser                                                       | Inv.  | Segles XIII-XIV                                                          | Belvézet                                                                   | 44° 04′ 59″ N, 4° 21′ 22″ E / 44.0831°N,4.3562°E                       | PA30000017 | Carregueu una nova foto d'aquest monument |
| Església parroquial Saint-André                                             | Inv.  | Segles XII-XVIII                                                         | Berniç                                                                     | 43° 46′ 01″ N, 4° 17′ 19″ E / 43.766909°N,4.288702°E                   | PA00103025 | Església parroquial Saint-André · Vegeu més fotos d'aquest monument · Carregueu una nova foto d'aquest monument                                             |
| Tram de l'aqüeducte de Nimes a Besoça                                       | Inv.  | gal·loromà                                                               | Besoça                                                                     |                                                                        | PA30000028 | Tram de l'aqüeducte de Nimes a Besoça · Carregueu una nova foto d'aquest monument                                                                           |
| Castell de Blausac                                                          | Inv.  | Segle XIV                                                                | Blausac place de l'Eglise; rue du Château                                  | 43° 57′ 53″ N, 4° 22′ 11″ E / 43.9646°N,4.3696°E                       | PA30000061 | Carregueu una nova foto d'aquest monument |
| Església de la Cadièira                                                     | Inv.  | Segle XII                                                                | La Cadièira e Cambon                                                       | 43° 57′ 26″ N, 3° 48′ 29″ E / 43.957221°N,3.808063°E                   | PA00103028 | Església de la Cadièira · Vegeu més fotos d'aquest monument · Carregueu una nova foto d'aquest monument                                                     |
| Arenes                                                                      | Inv.  | Segle XX                                                                 | Lo Cailar Boulevvard Marquis de Baroncelli                                 | 43° 40′ 26″ N, 4° 14′ 06″ E / 43.6738°N,4.2349°E                       | PA00125482 | Arenes · Vegeu més fotos d'aquest monument · Carregueu una nova foto d'aquest monument                                                                      |
| Església Saint-Étienne                                                      | Inv.  | Segles XII-XVII                                                          | Lo Cailar                                                                  | 43° 40′ 32″ N, 4° 14′ 10″ E / 43.67556°N,4.236198°E                    | PA00103029 | Església Saint-Étienne · Vegeu més fotos d'aquest monument · Carregueu una nova foto d'aquest monument                                                      |
| Temple protestant                                                           | Inv.  | Segle xix                                                                | La Caumeta                                                                 | 43° 55′ 20″ N, 4° 15′ 55″ E / 43.9222°N,4.2652°E                       | PA00103337 | Temple protestant · Vegeu més fotos d'aquest monument · Carregueu una nova foto d'aquest monument                                                           |
| Sepultures eneolítiques de Cante-Perdrix                                    | Cat.  | Neolític                                                                 | Cauviçon                                                                   | 43° 47′ 03″ N, 4° 10′ 26″ E / 43.7843°N,4.1739°E                       | PA00103031 | Carregueu una nova foto d'aquest monument |
| Església Saint-Saturnin                                                     | Inv.  | Segle XV                                                                 | Cauviçon                                                                   | 43° 47′ 09″ N, 4° 11′ 39″ E / 43.785972°N,4.194278°E                   | PA00103030 | Església Saint-Saturnin · Vegeu més fotos d'aquest monument · Carregueu una nova foto d'aquest monument                                                     |
| Església                                                                    | Inv.  | Segles X-XIII                                                            | Carçan                                                                     | 44° 14′ 16″ N, 4° 35′ 37″ E / 44.2378°N,4.5936°E                       | PA00103033 | Església · Vegeu més fotos d'aquest monument · Carregueu una nova foto d'aquest monument                                                                    |
| Edifici dit antiga farga                                                    | Inv.  | Segle XVI                                                                | Castilhon de Gard rue du Presbytère                                        | 43° 58′ 16″ N, 4° 33′ 13″ E / 43.9712°N,4.5537°E                       | PA00103037 | Carregueu una nova foto d'aquest monument |
| Edifici                                                                     | Inv.  | Segles X-XII                                                             | Castilhon de Gard 10 rue Turion-Sabatier                                   | 43° 58′ 16″ N, 4° 33′ 15″ E / 43.971°N,4.5543°E                        | PA00103036 | Carregueu una nova foto d'aquest monument |
| Edifici                                                                     | Inv.  | Segles X-XII                                                             | Castilhon de Gard 6 rue des Marchands                                      | 43° 58′ 17″ N, 4° 33′ 15″ E / 43.9713°N,4.5543°E                       | PA00103035 | Carregueu una nova foto d'aquest monument |
| Capella Saint-Caprais                                                       | Inv.  | Segle XII                                                                | Castilhon de Gard                                                          | 43° 58′ 30″ N, 4° 32′ 51″ E / 43.975°N,4.5476°E                        | PA00103034 | Capella Saint-Caprais · Vegeu més fotos d'aquest monument · Carregueu una nova foto d'aquest monument                                                       |
| Castell de la Fare                                                          | Inv.  | Segle XVI                                                                | Caubilhargues Rue du Marquis de Nicolaï                                    | 44° 06′ 52″ N, 4° 31′ 23″ E / 44.1145°N,4.5231°E                       | PA00103326 | Carregueu una nova foto d'aquest monument |
| Ermita Notre-Dame-du-Saint-Sépulcre                                         | Inv.  | Segle XII                                                                | Caubilhargues                                                              | 44° 07′ 21″ N, 4° 32′ 05″ E / 44.1225°N,4.5347°E                       | PA00103041 | Ermita Notre-Dame-du-Saint-Sépulcre · Vegeu més fotos d'aquest monument · Carregueu una nova foto d'aquest monument                                         |
| Gruta des Colonnes                                                          | Cat.  | Paleolític mitjà; Paleolític superior; Antiguitat                        | Colhaç L'Ermitage; les Costettes                                           | 43° 56′ 23″ N, 4° 29′ 19″ E / 43.93961°N,4.48851°E                     | PA00103045 | Gruta des Colonnes · Carregueu una nova foto d'aquest monument                                                                                              |
| Ermita delimitada per un recinte murat                                      | Cat.  | Segle XII                                                                | Colhaç Combe de l'Ermitage                                                 | 43° 56′ 24″ N, 4° 29′ 16″ E / 43.9399°N,4.4878°E                       | PA00103044 | Ermita delimitada per un recinte murat · Vegeu més fotos d'aquest monument · Carregueu una nova foto d'aquest monument                                      |
| Dues estàtues-menhirs                                                       | Cat.  |                                                                          | Colòrgas                                                                   | 44° 00′ 55″ N, 4° 16′ 59″ E / 44.01516°N,4.28302°E                     | PA00103046 | Dues estàtues-menhirs · Vegeu més fotos d'aquest monument · Carregueu una nova foto d'aquest monument                                                       |
| Església Sainte-Marie                                                       | Inv.  | Segles XIV-XVII                                                          | Congènhas                                                                  | 43° 46′ 39″ N, 4° 09′ 37″ E / 43.777394°N,4.160251°E                   | PA00103049 | Església Sainte-Marie · Vegeu més fotos d'aquest monument · Carregueu una nova foto d'aquest monument                                                       |
| Antic pont de Fourques                                                      | Inv.  |                                                                          | Forcas i Arle C.D. 35                                                      | 43° 41′ 20″ N, 4° 36′ 49″ E / 43.688954°N,4.613592°E                   | PA00103055 | Antic pont de Fourques · Vegeu més fotos d'aquest monument · Carregueu una nova foto d'aquest monument                                                      |
| Castell                                                                     | Cat.  |                                                                          | Forcas Chemin du Château                                                   | 43° 41′ 39″ N, 4° 36′ 44″ E / 43.6943°N,4.6121°E                       | PA00103054 | Castell · Vegeu més fotos d'aquest monument · Carregueu una nova foto d'aquest monument                                                                     |
| Habitatge senyorial                                                         | Inv.  | Segles XII-XIV                                                           | Gajan                                                                      | 43° 53′ 51″ N, 4° 12′ 52″ E / 43.8976°N,4.2144°E                       | PA30000071 | Habitatge senyorial · Carregueu una nova foto d'aquest monument                                                                                             |
| Casa medieval gòtica, antic hospital Saint-Jacques                          | Inv.  | Edat mitjana                                                             | Galargues 1 rue de la Bonnette-Rouge                                       | 43° 43′ 18″ N, 4° 10′ 26″ E / 43.7218°N,4.174°E                        | PA30000033 | Casa medieval gòtica, antic hospital Saint-Jacques · Vegeu més fotos d'aquest monument · Carregueu una nova foto d'aquest monument                          |
| Antic domaine de Thomas Burnet                                              | Inv.  | Segle XVIII                                                              | Galargues 2 place Brun-Bayle                                               | 43° 43′ 19″ N, 4° 10′ 41″ E / 43.7219°N,4.178°E                        | PA30000034 | Antic domaine de Thomas Burnet · Vegeu més fotos d'aquest monument · Carregueu una nova foto d'aquest monument                                              |
| Via Domícia: Pont d'Ambrussum                                               | Cat.  | Antiguitat                                                               | Galargues i Vilatèla                                                       | 43° 43′ 02″ N, 4° 09′ 07″ E / 43.717222°N,4.151944°E                   | PA00103057 | Via Domícia: Pont d'Ambrussum · Vegeu més fotos d'aquest monument · Carregueu una nova foto d'aquest monument                                               |
| Església parroquial                                                         | Inv.  | Segles XI-XVI                                                            | Galargues Place Esprit Fléchier                                            | 43° 43′ 18″ N, 4° 10′ 13″ E / 43.7217°N,4.1704°E                       | PA00103056 | Església parroquial · Vegeu més fotos d'aquest monument · Carregueu una nova foto d'aquest monument                                                         |
| Gruta amb gravats prehistòrics d'Oullins                                    | Cat.  | Neolític; Paleolític mitjà; Paleolític superior                          | Lo Garn                                                                    | 44° 20′ 30″ N, 4° 27′ 27″ E / 44.3416°N,4.4576°E                       | PA00103058 | Gruta amb gravats prehistòrics d'Oullins · Modifica el valor a Wikidata · Carregueu una nova foto d'aquest monument                                         |
| Oppidum preromà i gal·loromà                                                | Inv.  | Edat del ferro; gal·loromà; Alt Imperi; Baix Imperi                      | Gaujac Saint-Vincent                                                       | 44° 04′ 40″ N, 4° 33′ 34″ E / 44.0778°N,4.5595°E                       | PA00103060 | Oppidum preromà i gal·loromà · Vegeu més fotos d'aquest monument · Carregueu una nova foto d'aquest monument                                                |
| Castell                                                                     | Inv.  | Segle XVII                                                               | Gaujac Rue du Château                                                      | 44° 04′ 44″ N, 4° 34′ 40″ E / 44.0788°N,4.5779°E                       | PA00103059 | Castell · Vegeu més fotos d'aquest monument · Carregueu una nova foto d'aquest monument                                                                     |
| Antic priorat                                                               | Inv.  |                                                                          | Godargues La Bastide                                                       | 44° 12′ 13″ N, 4° 28′ 06″ E / 44.2035°N,4.4682°E                       | PA00103062 | Carregueu una nova foto d'aquest monument |
| Església                                                                    | Inv.  | Segle XII                                                                | Godargues Rue de l'Église                                                  | 44° 12′ 54″ N, 4° 28′ 10″ E / 44.2151°N,4.4694°E                       | PA00103061 | Església · Vegeu més fotos d'aquest monument · Carregueu una nova foto d'aquest monument                                                                    |
| Castell                                                                     | Inv.  | Segle XVI                                                                | Generac                                                                    | 43° 43′ 33″ N, 4° 20′ 54″ E / 43.7257°N,4.3484°E                       | PA00125484 | Castell · Vegeu més fotos d'aquest monument · Carregueu una nova foto d'aquest monument                                                                     |
| Tram de la Via Domícia                                                      | Inv.  | Antiguitat                                                               | Jonquièra de Sent Vincenç C.R. 19 dit chemin des Romains                   | 43° 43′ 02″ N, 4° 09′ 07″ E / 43.7172°N,4.1519°E                       | PA00103064 | Tram de la Via Domícia · Modifica el valor a Wikidata · Carregueu una nova foto d'aquest monument                                                           |
| Capella Saint-Laurent                                                       | Cat.  |                                                                          | Jonquièra de Sent Vincenç                                                  | 43° 49′ 54″ N, 4° 34′ 35″ E / 43.831646°N,4.576479°E                   | PA00103063 | Capella Saint-Laurent · Vegeu més fotos d'aquest monument · Carregueu una nova foto d'aquest monument                                                       |
| Mas de Christin                                                             | Inv.  | Segle xix                                                                | Junàs                                                                      | 43° 45′ 40″ N, 4° 06′ 07″ E / 43.761°N,4.102°E                         | PA00103065 | Carregueu una nova foto d'aquest monument |
| Castell de Lascours                                                         | Inv.  | Segles XIII-XVI                                                          | Laudun                                                                     | 44° 06′ 08″ N, 4° 40′ 42″ E / 44.1023°N,4.6782°E                       | PA00103066 | Castell de Lascours · Vegeu més fotos d'aquest monument · Carregueu una nova foto d'aquest monument                                                         |
| Església baixa o cripta de l'església parroquial                            | Cat.  | Segles X-XI                                                              | Lirac Rue du Pont de Nizon                                                 | 44° 02′ 13″ N, 4° 41′ 29″ E / 44.037°N,4.6914°E                        | PA00103327 | Església baixa o cripta de l'església parroquial · Vegeu més fotos d'aquest monument · Carregueu una nova foto d'aquest monument                            |
| Menhir de la Pierre Plantée                                                 | Cat.  | Calcolític                                                               | Lussan Bois du Vallat-de-Nerderie                                          | 44° 11′ 35″ N, 4° 23′ 39″ E / 44.1931°N,4.3941°E                       | PA00103069 | Menhir de la Pierre Plantée · Vegeu més fotos d'aquest monument · Carregueu una nova foto d'aquest monument                                                 |
| Castell                                                                     | Inv.  | Segles XV-XVI                                                            | Lussan                                                                     | 44° 09′ 14″ N, 4° 22′ 01″ E / 44.1538°N,4.3669°E                       | PA00103068 | Castell · Vegeu més fotos d'aquest monument · Carregueu una nova foto d'aquest monument                                                                     |
| Castell de Fan                                                              | Inv.  | Segle XVII                                                               | Lussan                                                                     | 44° 09′ 24″ N, 4° 21′ 31″ E / 44.1566°N,4.3586°E                       | PA00103067 | Castell de Fan · Modifica el valor a Wikidata · Carregueu una nova foto d'aquest monument                                                                   |
| Tram de l'aqüeducte de Nimes a Ledenon                                      | Inv.  | gal·loromà                                                               | Ledenon                                                                    | 43° 54′ 08″ N, 4° 30′ 53″ E / 43.90213°N,4.51474°E                     | PA30000019 | Carregueu una nova foto d'aquest monument |
| Castell                                                                     | Inv.  | Segles XII-XIII                                                          | Ledenon                                                                    | 43° 55′ 06″ N, 4° 30′ 26″ E / 43.9182°N,4.5073°E                       | PA00103334 | Castell · Vegeu més fotos d'aquest monument · Carregueu una nova foto d'aquest monument                                                                     |
| Mil·liari d'Antoní Pius                                                     | Cat.  |                                                                          | Manduèlh le Village                                                        | 43° 49′ 08″ N, 4° 28′ 25″ E / 43.8188°N,4.4737°E                       | PA00103071 | Mil·liari d'Antoní Pius · Vegeu més fotos d'aquest monument · Carregueu una nova foto d'aquest monument                                                     |
| Tram de l'aqüeducte de Nimes a Margaridas                                   | Inv.  | gal·loromà                                                               | Margaridas                                                                 | 43° 51′ 45″ N, 4° 26′ 37″ E / 43.86257°N,4.44360°E                     | PA30000026 | Carregueu una nova foto d'aquest monument |
| Cip funerari                                                                | Cat.  |                                                                          | Meinas rue du Four                                                         | 43° 52′ 56″ N, 4° 33′ 40″ E / 43.8822°N,4.5611°E                       | PA00103072 | Carregueu una nova foto d'aquest monument |
| Pedrera romana de Mathieu                                                   | Inv.  | Antiguitat                                                               | Montanhac Pierre Brune                                                     | 43° 55′ 27″ N, 4° 09′ 13″ E / 43.9242°N,4.1537°E                       | PA00103075 | Carregueu una nova foto d'aquest monument |
| Castell de Montaren                                                         | Cat.  | Segle XVI                                                                | Montaren e Sent Medier Rue de l'Arcade                                     | 44° 01′ 50″ N, 4° 22′ 45″ E / 44.0305°N,4.3792°E                       | PA00103076 | Castell de Montaren · Vegeu més fotos d'aquest monument · Carregueu una nova foto d'aquest monument                                                         |
| Mas du Grand Galès                                                          | Inv.  |                                                                          | Montclús                                                                   | 44° 16′ 27″ N, 4° 25′ 51″ E / 44.2741°N,4.4308°E                       | PA00103328 | Carregueu una nova foto d'aquest monument |
| Ruïnes del castell                                                          | Cat.  | Segles XII-XV                                                            | Montclús                                                                   | 44° 15′ 41″ N, 4° 25′ 13″ E / 44.2614°N,4.4202°E                       | PA00103077 | Ruïnes del castell · Vegeu més fotos d'aquest monument · Carregueu una nova foto d'aquest monument                                                          |
| Castell                                                                     | Inv.  | Segle XII                                                                | Montfaucon Montée du Vieux Château                                         | 44° 04′ 34″ N, 4° 45′ 18″ E / 44.076°N,4.7549°E                        | PA00103082 | Castell · Vegeu més fotos d'aquest monument · Carregueu una nova foto d'aquest monument                                                                     |
| Hôtel de Calvières, casa renaixentista                                      | Inv.  | Segle XVI                                                                | Montfrin 44-46 avenue Pierre-Mendès-France; rue Haute; 1 rue des Templiers | 43° 52′ 38″ N, 4° 35′ 34″ E / 43.8773°N,4.5927°E                       | PA30000049 | Carregueu una nova foto d'aquest monument |
| Antiga comanda                                                              | Inv.  | Edat mitjana                                                             | Montfrin avenue Pierre-Mendès-France; rue Haute                            | 43° 52′ 40″ N, 4° 35′ 34″ E / 43.8778°N,4.5928°E                       | PA30000048 | Antiga comanda · Vegeu més fotos d'aquest monument · Carregueu una nova foto d'aquest monument                                                              |
| Església                                                                    | Inv.  | Segles XII-XIV                                                           | Montfrin                                                                   | 43° 52′ 39″ N, 4° 35′ 34″ E / 43.877487°N,4.592704°E                   | PA00103084 | Església · Vegeu més fotos d'aquest monument · Carregueu una nova foto d'aquest monument                                                                    |
| Domaine de Montfrin                                                         | Inv.  | Segles XII-XIII                                                          | Montfrin                                                                   | 43° 52′ 38″ N, 4° 35′ 38″ E / 43.8773°N,4.594°E                        | PA00103083 | Domaine de Montfrin · Vegeu més fotos d'aquest monument · Carregueu una nova foto d'aquest monument                                                         |
| Pedrera romana del Roquet                                                   | Inv.  | Antiguitat                                                               | Montmirat Tirecorde et Hatelas                                             | 43° 53′ 57″ N, 4° 08′ 50″ E / 43.8993°N,4.1471°E                       | PA00103085 | Carregueu una nova foto d'aquest monument |
| Castell de Montpesat                                                        | Inv.  | Segles XIV-XVI                                                           | Montpesat                                                                  | 43° 51′ 01″ N, 4° 09′ 22″ E / 43.8504°N,4.156°E                        | PA00103086 | Castell de Montpesat · Carregueu una nova foto d'aquest monument                                                                                            |
| Torre senyorial de Moçac                                                    | Inv.  | Segle XII                                                                | Moçac Rue de la Tour                                                       | 43° 58′ 52″ N, 4° 13′ 25″ E / 43.9811°N,4.2236°E                       | PA30000063 | Torre senyorial de Moçac · Vegeu més fotos d'aquest monument · Carregueu una nova foto d'aquest monument                                                    |
| Antiga església, actualment temple protestant                               | Inv.  | Segles XII-XVII                                                          | Moçac Place de la Mairie                                                   | 43° 58′ 51″ N, 4° 13′ 28″ E / 43.9807°N,4.2244°E                       | PA00103087 | Antiga església, actualment temple protestant · Vegeu més fotos d'aquest monument · Carregueu una nova foto d'aquest monument                               |
| Oppidum                                                                     | Cat.  |                                                                          | Najas e Solòrgues                                                          | 43° 47′ 59″ N, 4° 13′ 34″ E / 43.7998°N,4.2261°E                       | PA00103089 | Oppidum · Vegeu més fotos d'aquest monument · Carregueu una nova foto d'aquest monument                                                                     |
| Recinte prehistòric dels Castels                                            | Cat.  | Prehistòria; Edat del ferro; Antiguitat                                  | Najas e Solòrgues                                                          | 43° 47′ 29″ N, 4° 14′ 01″ E / 43.79143°N,4.23363°E                     | PA00103088 | Carregueu una nova foto d'aquest monument |
| Casa al número 5 del carrer de l'Ancienne-Prison                            | Inv.  | Segle XVIII                                                              | Lo Pònt Sent Esperit 5 rue de l'Ancienne-Prison                            | 44° 15′ 20″ N, 4° 39′ 01″ E / 44.25562°N,4.65028°E                     | PA00103167 | Carregueu una nova foto d'aquest monument |
| Porta                                                                       | Inv.  | Segle XVII                                                               | Lo Pònt Sent Esperit 11 rue de l'Ancienne-prison                           | 44° 16′ 23″ N, 4° 37′ 39″ E / 44.27313°N,4.62742°E                     | PA00103171 | Carregueu una nova foto d'aquest monument |
| Hospital, antic Hôtel-Dieu, antic monestir de la Visitation Sainte-Marie    | Inv.  | Segle XVII                                                               | Lo Pònt Sent Esperit 9 boulevard Carnot; rue Jean-Moulin                   | 44° 15′ 15″ N, 4° 39′ 00″ E / 44.254216°N,4.649888°E                   | PA00103162 | Hospital, antic Hôtel-Dieu, antic monestir de la Visitation Sainte-Marie · Vegeu més fotos d'aquest monument · Carregueu una nova foto d'aquest monument    |
| Casa al número 7 de la plaça del Couvent                                    | Inv.  | Segle XVIII                                                              | Lo Pònt Sent Esperit 7 place du Couvent                                    | 44° 15′ 24″ N, 4° 38′ 57″ E / 44.256678°N,4.649231°E                   | PA00103168 | Casa al número 7 de la plaça del Couvent · Vegeu més fotos d'aquest monument · Carregueu una nova foto d'aquest monument                                    |
| Hôtel al número 10 del carrer Haut-Mazeau                                   | Inv.  |                                                                          | Lo Pònt Sent Esperit 10 rue Haut-Mazeau                                    | 44° 15′ 22″ N, 4° 39′ 03″ E / 44.256046°N,4.6508°E                     | PA30000024 | Hôtel al número 10 del carrer Haut-Mazeau · Vegeu més fotos d'aquest monument · Carregueu una nova foto d'aquest monument                                   |
| Antic Hôtel de Lisleroy                                                     | Cat.  | Segle XVIII                                                              | Lo Pònt Sent Esperit 12 place de l'Hôtel-de-Ville                          | 44° 15′ 21″ N, 4° 39′ 04″ E / 44.255722°N,4.651213°E                   | PA00103163 | Antic Hôtel de Lisleroy · Vegeu més fotos d'aquest monument · Carregueu una nova foto d'aquest monument                                                     |
| Safareig                                                                    | Inv.  | Segle xix                                                                | Lo Pònt Sent Esperit rue Jean-Moulin                                       | 44° 15′ 13″ N, 4° 39′ 02″ E / 44.25361°N,4.650503°E                    | PA30000059 | Safareig · Vegeu més fotos d'aquest monument · Carregueu una nova foto d'aquest monument                                                                    |
| Maison du Roi                                                               | Inv.  | Segles XVI-XIX                                                           | Lo Pònt Sent Esperit 2 avenue Pasteur                                      | 44° 15′ 31″ N, 4° 39′ 01″ E / 44.2586°N,4.6502°E                       | PA00103166 | Maison du Roi · Vegeu més fotos d'aquest monument · Carregueu una nova foto d'aquest monument                                                               |
| Casa 29 bis de la plaça del Plan                                            | Inv.  | Segle XVII                                                               | Lo Pònt Sent Esperit 29bis place du Plan                                   | 44° 15′ 29″ N, 4° 39′ 00″ E / 44.2581°N,4.6499°E                       | PA00103169 | Carregueu una nova foto d'aquest monument |
| Hôtel de Piolenc, dit Maison des Chevaliers                                 | Cat.  | Segles XII-XIV                                                           | Lo Pònt Sent Esperit 2 rue Saint-Jacques                                   | 44° 15′ 19″ N, 4° 39′ 03″ E / 44.25520°N,4.65094°E                     | PA00103165 | Hôtel de Piolenc, dit Maison des Chevaliers · Vegeu més fotos d'aquest monument · Carregueu una nova foto d'aquest monument                                 |
| Hôtel de Roubin                                                             | Inv.  | Segle XVII                                                               | Lo Pònt Sent Esperit 8 rue Saint-Jacques                                   | 44° 15′ 18″ N, 4° 39′ 03″ E / 44.254923°N,4.650779°E                   | PA00103164 | Hôtel de Roubin · Vegeu més fotos d'aquest monument · Carregueu una nova foto d'aquest monument                                                             |
| Antiga capella des Pénitents                                                | Inv.  | Segle XVIII                                                              | Lo Pònt Sent Esperit place Saint-Pierre                                    | 44° 15′ 25″ N, 4° 39′ 02″ E / 44.256938°N,4.650419°E                   | PA00103159 | Antiga capella des Pénitents · Vegeu més fotos d'aquest monument · Carregueu una nova foto d'aquest monument                                                |
| Casa 33 del carrer Trois-Journées                                           | Inv.  | Segle XVI                                                                | Lo Pònt Sent Esperit 33 rue des Trois-Journées                             | 44° 15′ 30″ N, 4° 38′ 54″ E / 44.2582°N,4.6484°E                       | PA00103170 | Carregueu una nova foto d'aquest monument |
| Antiga església Saint-Pierre                                                | Cat.  | Segles XII-XIV                                                           | Lo Pònt Sent Esperit                                                       | 44° 15′ 27″ N, 4° 39′ 03″ E / 44.257529°N,4.650746°E                   | PA00103161 | Antiga església Saint-Pierre · Vegeu més fotos d'aquest monument · Carregueu una nova foto d'aquest monument                                                |
| Antiga ciutadella                                                           | Inv.  | Segles XIV-XV                                                            | Lo Pònt Sent Esperit                                                       | 44° 15′ 32″ N, 4° 39′ 00″ E / 44.258907°N,4.649958°E                   | PA00103160 | Antiga ciutadella · Vegeu més fotos d'aquest monument · Carregueu una nova foto d'aquest monument                                                           |
| Capella des Minimes                                                         | Inv.  | Segle XVII                                                               | Lo Pònt Sent Esperit                                                       | 44° 15′ 25″ N, 4° 38′ 56″ E / 44.256846°N,4.648754°E                   | PA00103158 | Capella des Minimes · Vegeu més fotos d'aquest monument · Carregueu una nova foto d'aquest monument                                                         |
| Església de Sant Miquel de Pous                                             | Inv.  | Segles XII-XVII                                                          | Pous                                                                       | 43° 54′ 39″ N, 4° 25′ 28″ E / 43.9108°N,4.4244°E                       | PA00103173 | Església de Sant Miquel de Pous · Vegeu més fotos d'aquest monument · Carregueu una nova foto d'aquest monument                                             |
| Castell de Posilhac                                                         | Inv.  | Segle XII                                                                | Posilhac                                                                   | 44° 02′ 30″ N, 4° 34′ 45″ E / 44.0416°N,4.5793°E                       | PA30000014 | Castell de Posilhac · Vegeu més fotos d'aquest monument · Carregueu una nova foto d'aquest monument                                                         |
| Torre de les muralles                                                       | Inv.  |                                                                          | Posilhac Rue du Château                                                    | 44° 02′ 29″ N, 4° 34′ 44″ E / 44.0413°N,4.579°E                        | PA00103174 | Torre de les muralles · Carregueu una nova foto d'aquest monument                                                                                           |
| Tram de la Via Domícia                                                      | Inv.  | Antiguitat                                                               | Redeçan chemin vieux de Jonquières dit chemin romain                       | 43° 43′ 02″ N, 4° 09′ 07″ E / 43.7172°N,4.1519°E                       | PA00103175 | Tram de la Via Domícia · Modifica el valor a Wikidata · Carregueu una nova foto d'aquest monument                                                           |
| Antiga església Notre-Dame de Bethléem i torre des Gardes                   | Inv.  | Segle XII                                                                | Remolins                                                                   | 43° 56′ 27″ N, 4° 33′ 33″ E / 43.9409°N,4.5592°E                       | PA30000030 | Antiga església Notre-Dame de Bethléem i torre des Gardes · Vegeu més fotos d'aquest monument · Carregueu una nova foto d'aquest monument                   |
| Tram de l'aqüeducte de Nimes a Remolins                                     | Inv.  | Segle xix                                                                | Remolins                                                                   | 43° 56′ 30″ N, 4° 34′ 00″ E / 43.94163°N,4.56659°E                     | PA30000021 | Carregueu una nova foto d'aquest monument |
| Castell de Rabasse                                                          | Inv.  | Segle XVII                                                               | Remolins                                                                   | 43° 56′ 06″ N, 4° 34′ 49″ E / 43.9351°N,4.5803°E                       | PA30000001 | Castell de Rabasse · Vegeu més fotos d'aquest monument · Carregueu una nova foto d'aquest monument                                                          |
| Porta de vila fortificada                                                   | Inv.  |                                                                          | Remolins                                                                   | 43° 56′ 24″ N, 4° 33′ 35″ E / 43.9401°N,4.5597°E                       | PA00103178 | Porta de vila fortificada · Vegeu més fotos d'aquest monument · Carregueu una nova foto d'aquest monument                                                   |
| Antic pont penjat                                                           | Inv.  |                                                                          | Remolins                                                                   | 43° 56′ 13″ N, 4° 33′ 31″ E / 43.937°N,4.5585°E                        | PA00103177 | Antic pont penjat · Vegeu més fotos d'aquest monument · Carregueu una nova foto d'aquest monument                                                           |
| Aqüeducte gal·loromà                                                        | Inv.  | gal·loromà; Alt Imperi                                                   | Remolins les Bois                                                          | 43° 56′ 31″ N, 4° 32′ 35″ E / 43.9419°N,4.543°E                        | PA00103176 | Carregueu una nova foto d'aquest monument |
| Pont Charles-Martel sobre la Cèze                                           | Cat.  | Segle XIV                                                                | La Ròca de Céser R.N. 166                                                  | 44° 11′ 36″ N, 4° 31′ 25″ E / 44.19339°N,4.523631°E                    | PA00103183 | Pont Charles-Martel sobre la Cèze · Vegeu més fotos d'aquest monument · Carregueu una nova foto d'aquest monument                                           |
| Cip funerari                                                                | Cat.  |                                                                          | La Ròca de Céser                                                           | 44° 11′ 32″ N, 4° 31′ 14″ E / 44.19215°N,4.52051°E                     | PA00103182 | Carregueu una nova foto d'aquest monument |
| Ajuntament                                                                  | Inv.  | Segle XVIII                                                              | Ròcamaura place du Marché                                                  | 44° 03′ 07″ N, 4° 46′ 44″ E / 44.052°N,4.7788°E                        | PA00103185 | Ajuntament · Vegeu més fotos d'aquest monument · Carregueu una nova foto d'aquest monument                                                                  |
| Església col·legial i parroquial Saint-Jean-Baptiste                        | Inv.  | Segle XIV                                                                | Ròcamaura                                                                  | 44° 03′ 06″ N, 4° 46′ 42″ E / 44.0516°N,4.7783°E                       | PA30000007 | Església col·legial i parroquial Saint-Jean-Baptiste · Vegeu més fotos d'aquest monument · Carregueu una nova foto d'aquest monument                        |
| Torre quadrada                                                              | Inv.  | Segles XII-XIII                                                          | Ròcamaura                                                                  | 44° 03′ 13″ N, 4° 46′ 48″ E / 44.0536°N,4.7801°E                       | PA00103187 | Torre quadrada · Vegeu més fotos d'aquest monument · Carregueu una nova foto d'aquest monument                                                              |
| Maison du Cardinal                                                          | Inv.  | Segle XVI                                                                | Ròcamaura                                                                  | 44° 03′ 06″ N, 4° 46′ 41″ E / 44.0518°N,4.7781°E                       | PA00103186 | Maison du Cardinal · Vegeu més fotos d'aquest monument · Carregueu una nova foto d'aquest monument                                                          |
| Antic castell                                                               | Inv.  | Segle XIII                                                               | Ròcamaura                                                                  | 44° 03′ 14″ N, 4° 46′ 50″ E / 44.0539°N,4.7806°E                       | PA00103184 | Antic castell · Vegeu més fotos d'aquest monument · Carregueu una nova foto d'aquest monument                                                               |
| Antiga capella Saint-Symphorien-de-Boussargues                              | Cat.  | Segles XI-XII                                                            | Sabran                                                                     | 44° 08′ 22″ N, 4° 35′ 05″ E / 44.1395°N,4.5846°E                       | PA00103190 | Antiga capella Saint-Symphorien-de-Boussargues · Vegeu més fotos d'aquest monument · Carregueu una nova foto d'aquest monument                              |
| Tram de l'aqüeducte de Nimes a Sent Bonet del Gard                          | Inv.  | gal·loromà                                                               | Sent Bonet del Gard                                                        | 43° 56′ 03″ N, 4° 33′ 27″ E / 43.93403°N,4.55754°E                     | PA30000022 | Carregueu una nova foto d'aquest monument |
| Església                                                                    | Cat.  |                                                                          | Sent Bonet del Gard                                                        | 43° 55′ 36″ N, 4° 32′ 51″ E / 43.926563°N,4.547385°E                   | PA00103197 | Església · Vegeu més fotos d'aquest monument · Carregueu una nova foto d'aquest monument                                                                    |
| Domaine de la Tour                                                          | Inv.  | Segle XIII                                                               | Sench Agde La Tour                                                         | 43° 57′ 25″ N, 4° 17′ 14″ E / 43.957°N,4.2873°E                        | PA00103200 | Carregueu una nova foto d'aquest monument |
| Castell de Saint-Chaptes                                                    | Inv.  | Segles XIII-XV                                                           | Sench Agde                                                                 | 43° 58′ 12″ N, 4° 16′ 47″ E / 43.9701°N,4.2796°E                       | PA00103199 | Castell de Saint-Chaptes · Vegeu més fotos d'aquest monument · Carregueu una nova foto d'aquest monument                                                    |
| Oppidum de Mauressip o Mouressipe                                           | Inv.  | Edat del ferro; Antiguitat; Alt Imperi                                   | Sent Còsme e Maruèjols Serre-de-Mouressipe                                 | 43° 49′ 53″ N, 4° 11′ 23″ E / 43.8314°N,4.1896°E                       | PA00103202 | Oppidum de Mauressip o Mouressipe · Carregueu una nova foto d'aquest monument                                                                               |
| Oppidum de Roque de Viou                                                    | Inv.  | Edat del ferro; Antiguitat                                               | Sent Dionisi                                                               | 43° 47′ 59″ N, 4° 13′ 34″ E / 43.7998°N,4.2261°E                       | PA00103203 | Oppidum de Roque de Viou · Vegeu més fotos d'aquest monument · Carregueu una nova foto d'aquest monument                                                    |
| Tram de l'aqüeducte de Nimes a Sent Gervasi                                 | Inv.  | gal·loromà                                                               | Sent Gervasi                                                               | 43° 52′ 23″ N, 4° 28′ 08″ E / 43.87309°N,4.46894°E                     | PA30000027 | Carregueu una nova foto d'aquest monument |
| Casa 4 del carrer Baudin                                                    | Inv.  | Segles XII-XIII                                                          | Sant Geli 4 rue Baudin                                                     | 43° 40′ 37″ N, 4° 25′ 51″ E / 43.676932°N,4.430805°E                   | PA00103210 | Carregueu una nova foto d'aquest monument |
| Antiga abadia                                                               | Inv.  | Segle XII                                                                | Sant Geli rue de la Dîme; 4, 7 impasse du Cloître                          | 43° 40′ 35″ N, 4° 25′ 55″ E / 43.676483°N,4.431835°E                   | PA00103205 | Antiga abadia · Vegeu més fotos d'aquest monument · Carregueu una nova foto d'aquest monument                                                               |
| Església                                                                    | Cat.  | Segles XII-XVIII                                                         | Sant Geli                                                                  | 43° 40′ 37″ N, 4° 25′ 56″ E / 43.676819°N,4.43235°E                    | PA00103208 | Església · Vegeu més fotos d'aquest monument · Carregueu una nova foto d'aquest monument                                                                    |
| Casa 5 de la plaça Ernest-Blanc                                             | Inv.  |                                                                          | Sant Geli 5 place Ernest-Blanc                                             | 43° 40′ 35″ N, 4° 26′ 00″ E / 43.676488°N,4.433235°E                   | PA00103211 | Carregueu una nova foto d'aquest monument |
| Casa a Grande-Rue                                                           | Inv.  |                                                                          | Sant Geli Grande-Rue; rue de l'Hôtel-de-Ville                              | 43° 40′ 38″ N, 4° 25′ 55″ E / 43.677168°N,4.431921°E                   | PA00103212 | Carregueu una nova foto d'aquest monument |
| Casa 31 al carrer Hôtel-de-Ville                                            | Inv.  | Segles XII-XIII                                                          | Sant Geli 31 rue de l'Hôtel-de-Ville                                       | 43° 40′ 37″ N, 4° 26′ 00″ E / 43.676956°N,4.433313°E                   | PA00103213 | Carregueu una nova foto d'aquest monument |
| Casa a la plaça Liberté                                                     | Inv.  | Segle XIII                                                               | Sant Geli place de la Liberté                                              | 43° 40′ 39″ N, 4° 25′ 51″ E / 43.677513°N,4.4307°E                     | PA00103214 | Carregueu una nova foto d'aquest monument |
| Casa 5 de la plaça Liberté                                                  | Inv.  | Segle XII                                                                | Sant Geli 5 place de la Liberté; rue Lamartine                             | 43° 40′ 39″ N, 4° 25′ 50″ E / 43.677501°N,4.430595°E                   | PA00103215 | Carregueu una nova foto d'aquest monument |
| Casa romànica                                                               | Cat.  | Segles XII-XIII                                                          | Sant Geli                                                                  | 43° 40′ 37″ N, 4° 25′ 52″ E / 43.676871°N,4.43106°E                    | PA00103209 | Casa romànica · Vegeu més fotos d'aquest monument · Carregueu una nova foto d'aquest monument                                                               |
| Mas de Liviers                                                              | Inv.  | Segle XVII                                                               | Sant Geli                                                                  | 43° 40′ 37″ N, 4° 25′ 52″ E / 43.677°N,4.4312°E                        | PA00103216 | Carregueu una nova foto d'aquest monument |
| Domaine d'Espeyran                                                          | Inv.  | Segle xix                                                                | Sant Geli                                                                  | 43° 38′ 38″ N, 4° 24′ 13″ E / 43.643921°N,4.403599°E                   | PA00103207 | Domaine d'Espeyran · Vegeu més fotos d'aquest monument · Carregueu una nova foto d'aquest monument                                                          |
| Capella Sainte-Colombe                                                      | Inv.  | Segle XII                                                                | Sant Geli Sainte-Colombe                                                   | 43° 41′ 54″ N, 4° 21′ 03″ E / 43.6983°N,4.3507°E                       | PA00103206 | Carregueu una nova foto d'aquest monument |
| Capella Saint-Étienne                                                       | Inv.  | Segle XII                                                                | Sent Alari d'Ausilhan                                                      | 43° 57′ 49″ N, 4° 35′ 39″ E / 43.9635°N,4.5942°E                       | PA00132869 | Capella Saint-Étienne · Vegeu més fotos d'aquest monument · Carregueu una nova foto d'aquest monument                                                       |
| Castell de Calvières                                                        | Inv.  | Segles XVII-XIX                                                          | Sent Laurenç de Gosa 1 rue Blanqui; 164 place de la République             | 43° 38′ 06″ N, 4° 11′ 42″ E / 43.635°N,4.1949°E                        | PA30000035 | Carregueu una nova foto d'aquest monument |
| Arenes                                                                      | Inv.  |                                                                          | Sent Laurenç de Gosa place de la République                                | 43° 38′ 03″ N, 4° 11′ 44″ E / 43.6342°N,4.1955°E                       | PA00125486 | Arenes · Carregueu una nova foto d'aquest monument |
| Torre Carbonnière                                                           | Cat.  | Segle XIV                                                                | Sent Laurenç de Gosa                                                       | 43° 35′ 32″ N, 4° 12′ 34″ E / 43.592149°N,4.209405°E                   | PA00103223 | Torre Carbonnière · Vegeu més fotos d'aquest monument · Carregueu una nova foto d'aquest monument                                                           |
| Vestigis del Fort de Peccais                                                | Inv.  | Segle XVII                                                               | Sent Laurenç de Gosa                                                       | 43° 30′ 30″ N, 4° 15′ 32″ E / 43.508285°N,4.258833°E                   | PA00103222 | Vestigis del Fort de Peccais · Vegeu més fotos d'aquest monument · Carregueu una nova foto d'aquest monument                                                |
| Antiga abadia de Psalmody                                                   | Inv.  |                                                                          | Sent Laurenç de Gosa Psalmody                                              | 43° 36′ 17″ N, 4° 13′ 00″ E / 43.604816°N,4.216665°E                   | PA00103221 | Antiga abadia de Psalmody · Vegeu més fotos d'aquest monument · Carregueu una nova foto d'aquest monument                                                   |
| Muralles                                                                    | Cat.  | Segle XIV                                                                | Sent Laurenç deis Aubres                                                   | 44° 03′ 18″ N, 4° 41′ 58″ E / 44.054883°N,4.699568°E                   | PA00103225 | Muralles · Vegeu més fotos d'aquest monument · Carregueu una nova foto d'aquest monument                                                                    |
| Església                                                                    | Cat.  |                                                                          | Sent Laurenç deis Aubres                                                   | 44° 03′ 17″ N, 4° 42′ 00″ E / 44.054782°N,4.699909°E                   | PA00103224 | Església · Vegeu més fotos d'aquest monument · Carregueu una nova foto d'aquest monument                                                                    |
| Fort                                                                        | Inv.  | Segle XV                                                                 | Sent Laurenç de la Verneda Rue du Fort                                     | 44° 06′ 18″ N, 4° 27′ 32″ E / 44.1051°N,4.459°E                        | PA30000051 | Fort · Vegeu més fotos d'aquest monument · Carregueu una nova foto d'aquest monument                                                                        |
| Tram de l'aqüeducte de Nimes a Sent Maissemin                               | Inv.  | gal·loromà                                                               | Sent Maissemin                                                             |                                                                        | PA30000009 | Tram de l'aqüeducte de Nimes a Sent Maissemin · Modifica el valor a Wikidata · Carregueu una nova foto d'aquest monument                                    |
| Castell                                                                     | Inv.  | Segle XVIII                                                              | Sent Maissemin Rue du Château                                              | 43° 59′ 38″ N, 4° 27′ 00″ E / 43.9939°N,4.45°E                         | PA30000008 | Carregueu una nova foto d'aquest monument |
| Antiga cartoixa de Valbonne                                                 | Inv.  | Segles XIII-XVII                                                         | Sent Paulet de Caisson                                                     | 44° 14′ 23″ N, 4° 33′ 15″ E / 44.239604°N,4.554284°E                   | PA00103228 | Antiga cartoixa de Valbonne · Vegeu més fotos d'aquest monument · Carregueu una nova foto d'aquest monument                                                 |
| Capella Sainte-Agnès                                                        | Inv.  | Segle XII                                                                | Sent Paulet de Caisson                                                     | 44° 16′ 07″ N, 4° 35′ 22″ E / 44.268609°N,4.589335°E                   | PA00103227 | Capella Sainte-Agnès · Vegeu més fotos d'aquest monument · Carregueu una nova foto d'aquest monument                                                        |
| Domaine de Moulin Neuf                                                      | Inv.  | Segle xix                                                                | Sent Quentin de la Terralha i Sent Sifret                                  | 44° 01′ 57″ N, 4° 27′ 13″ E / 44.0324°N,4.4535°E                       | PA30000068 | Carregueu una nova foto d'aquest monument |
| Ruïnes del Castellàs                                                        | Inv.  |                                                                          | Sent Victor de la Còsta                                                    | 44° 03′ 30″ N, 4° 38′ 24″ E / 44.0584°N,4.6401°E                       | PA00103336 | Ruïnes del Castellàs · Vegeu més fotos d'aquest monument · Carregueu una nova foto d'aquest monument                                                        |
| Safareig (dos edificis) i la font                                           | Cat.  | Segle xix                                                                | Sent Victor de la Còsta                                                    | 44° 03′ 45″ N, 4° 38′ 28″ E / 44.0625°N,4.6411°E                       | PA00103231 | Safareig (dos edificis) i la font · Vegeu més fotos d'aquest monument · Carregueu una nova foto d'aquest monument                                           |
| Ruïnes de la capella Saint-Martin                                           | Cat.  | Segles XI-XII                                                            | Sent Victor de la Còsta                                                    | 44° 04′ 25″ N, 4° 38′ 15″ E / 44.0737°N,4.6376°E                       | PA00103230 | Ruïnes de la capella Saint-Martin · Vegeu més fotos d'aquest monument · Carregueu una nova foto d'aquest monument                                           |
| Capella Notre-Dame-de-Mayran                                                | Cat.  | Segles XI-XII                                                            | Sent Victor de la Còsta                                                    | 44° 04′ 12″ N, 4° 40′ 17″ E / 44.0699°N,4.6715°E                       | PA00103229 | Capella Notre-Dame-de-Mayran · Vegeu més fotos d'aquest monument · Carregueu una nova foto d'aquest monument                                                |
| Església de Russan                                                          | Inv.  | Segles XVII-XIX                                                          | Senta Anastasiá Avenue des Gorges                                          | 43° 56′ 05″ N, 4° 19′ 17″ E / 43.9347°N,4.3213°E                       | PA30000057 | Església de Russan · Vegeu més fotos d'aquest monument · Carregueu una nova foto d'aquest monument                                                          |
| Antic priorat Saint-Nicolas de Campagnac                                    | Inv.  |                                                                          | Senta Anastasiá                                                            | 43° 56′ 34″ N, 4° 22′ 36″ E / 43.9427°N,4.3768°E                       | PA00103193 | Antic priorat Saint-Nicolas de Campagnac · Vegeu més fotos d'aquest monument · Carregueu una nova foto d'aquest monument                                    |
| Oppidum de Castelvielh                                                      | Inv.  | Edat del ferro; gal·loromà                                               | Senta Anastasiá Castel Viel                                                | 43° 55′ 23″ N, 4° 19′ 33″ E / 43.9231°N,4.3259°E                       | PA00103192 | Carregueu una nova foto d'aquest monument |
| Gruta prehistòrica de Labaume-Latrone                                       | Cat.  | Prehistòria; Neolític; Age du bronze; Calcolític                         | Senta Anastasiá                                                            | 43° 55′ 49″ N, 4° 20′ 04″ E / 43.9302°N,4.3345°E                       | PA00103191 | Gruta prehistòrica de Labaume-Latrone · Carregueu una nova foto d'aquest monument                                                                           |
| Temple protestant                                                           | Inv.  | Segle xix                                                                | Salinèla                                                                   | 43° 48′ 50″ N, 4° 03′ 52″ E / 43.8139°N,4.0645°E                       | PA00103338 | Temple protestant · Vegeu més fotos d'aquest monument · Carregueu una nova foto d'aquest monument                                                           |
| Capella Saint-Julien de Montredon                                           | Cat.  | Segle XII                                                                | Salinèla                                                                   | 43° 48′ 04″ N, 4° 04′ 11″ E / 43.801167°N,4.069833°E                   | PA00103232 | Capella Saint-Julien de Montredon · Vegeu més fotos d'aquest monument · Carregueu una nova foto d'aquest monument                                           |
| Castell de Sase                                                             | Inv.  | Segle XVI                                                                | Sase Rue Baroncelli-Javon                                                  | 43° 56′ 29″ N, 4° 40′ 53″ E / 43.9415°N,4.6813°E                       | PA30000045 | Castell de Sase · Vegeu més fotos d'aquest monument · Carregueu una nova foto d'aquest monument                                                             |
| Tram de l'aqüeducte de Nimes a Saranhac                                     | Inv.  | gal·loromà                                                               | Saranhac                                                                   | 43° 55′ 01″ N, 4° 33′ 40″ E / 43.91697°N,4.56122°E                     | PA30000018 | Tram de l'aqüeducte de Nimes a Saranhac · Vegeu més fotos d'aquest monument · Carregueu una nova foto d'aquest monument                                     |
| Edifici 3 del carrer Taillade                                               | Inv.  | Segles XVII-XVIII                                                        | Somèire 3 rue Taillade; place Jean-Jaurès; impasse Randon                  | 43° 46′ 58″ N, 4° 05′ 27″ E / 43.7829°N,4.0908°E                       | PA00103238 | Edifici 3 del carrer Taillade · Carregueu una nova foto d'aquest monument                                                                                   |
| Castell de Sommières                                                        | Inv.  | Segles XIII-XVIII                                                        | Somèire                                                                    | 43° 46′ 58″ N, 4° 05′ 31″ E / 43.7827°N,4.0919°E                       | PA00103239 | Castell de Sommières · Vegeu més fotos d'aquest monument · Carregueu una nova foto d'aquest monument                                                        |
| Beffroi                                                                     | Inv.  |                                                                          | Somèire                                                                    | 43° 46′ 57″ N, 4° 05′ 22″ E / 43.782493°N,4.0895°E                     | PA00103237 | Beffroi · Vegeu més fotos d'aquest monument · Carregueu una nova foto d'aquest monument                                                                     |
| Església de Saint-Etienne d'Escattes                                        | Inv.  | Segle XII                                                                | Sauvinhargues                                                              | 43° 49′ 09″ N, 4° 08′ 48″ E / 43.819244°N,4.146625°E                   | PA00103241 | Església de Saint-Etienne d'Escattes · Vegeu més fotos d'aquest monument · Carregueu una nova foto d'aquest monument                                        |
| Església Saint-André                                                        | Inv.  | Segles XII-XV                                                            | Sauvinhargues                                                              | 43° 48′ 57″ N, 4° 07′ 43″ E / 43.815834°N,4.128612°E                   | PA00103240 | Església Saint-André · Vegeu més fotos d'aquest monument · Carregueu una nova foto d'aquest monument                                                        |
| Església parroquial                                                         | Inv.  | Segles XII-XVI                                                           | Tesiers                                                                    | 43° 53′ 55″ N, 4° 37′ 14″ E / 43.898705°N,4.620523°E                   | PA00103243 | Església parroquial · Vegeu més fotos d'aquest monument · Carregueu una nova foto d'aquest monument                                                         |
| Capella antiga de Saint-Amand                                               | Inv.  |                                                                          | Tesiers                                                                    | 43° 54′ 11″ N, 4° 37′ 43″ E / 43.903126°N,4.628629°E                   | PA00103242 | Capella antiga de Saint-Amand · Vegeu més fotos d'aquest monument · Carregueu una nova foto d'aquest monument                                               |
| Torre de guaita de Trescas                                                  | Inv.  | Segle XII                                                                | Trescas place de l'Eglise                                                  | 44° 06′ 23″ N, 4° 35′ 11″ E / 44.1065°N,4.5864°E                       | PA30000054 | Torre de guaita de Trescas · Vegeu més fotos d'aquest monument · Carregueu una nova foto d'aquest monument                                                  |
| Antiga església parroquial Saint-Martin-de-Jussan                           | Cat.  | Segle XII                                                                | Trescas                                                                    | 44° 06′ 49″ N, 4° 35′ 23″ E / 44.1135°N,4.5896°E                       | PA00103246 | Antiga església parroquial Saint-Martin-de-Jussan · Carregueu una nova foto d'aquest monument                                                               |
| Mil·liari amb el nom d'Antoní Pius                                          | Cat.  |                                                                          | Uchau Voie Domitienne                                                      | 43° 45′ 40″ N, 4° 16′ 26″ E / 43.7612°N,4.2739°E                       | PA00103249 | Mil·liari amb el nom d'Antoní Pius · Vegeu més fotos d'aquest monument · Carregueu una nova foto d'aquest monument                                          |
| Antic castell de Valabriç                                                   | Inv.  | Segle XVI                                                                | Valabriç                                                                   | 44° 03′ 36″ N, 4° 28′ 43″ E / 44.0599°N,4.4785°E                       | PA30000011 | Carregueu una nova foto d'aquest monument |
| Església parroquial                                                         | Inv.  | Segle xix                                                                | Valaiguièra Place Saint-Julien                                             | 44° 00′ 24″ N, 4° 34′ 45″ E / 44.0068°N,4.5793°E                       | PA30000066 | Església parroquial · Vegeu més fotos d'aquest monument · Carregueu una nova foto d'aquest monument                                                         |
| Antic castell                                                               | Inv.  | Segles XIV-XVI                                                           | Valaiguièra                                                                | 44° 00′ 27″ N, 4° 34′ 45″ E / 44.0074°N,4.5792°E                       | PA00103287 | Antic castell · Vegeu més fotos d'aquest monument · Carregueu una nova foto d'aquest monument                                                               |
| Capella de Montcalm                                                         | Inv.  | Segle xix                                                                | Vauvèrd                                                                    | 43° 34′ 20″ N, 4° 18′ 42″ E / 43.572183°N,4.31179°E                    | PA30000031 | Capella de Montcalm · Vegeu més fotos d'aquest monument · Carregueu una nova foto d'aquest monument                                                         |
| Casa dita le Castell                                                        | Inv.  |                                                                          | Vergesa                                                                    | 43° 44′ 41″ N, 4° 13′ 22″ E / 43.74486°N,4.22284°E                     | PA00103289 | Carregueu una nova foto d'aquest monument |
| Pedrera de l'Estel sud                                                      | Inv.  | Segle XVIII                                                              | Vèrç                                                                       | 43° 57′ 12″ N, 4° 32′ 19″ E / 43.9533°N,4.5387°E                       | PA30000023 | Carregueu una nova foto d'aquest monument |
| Antiga capella Saint-Pierre                                                 | Cat.  | Segle XII                                                                | Vèrç                                                                       | 43° 57′ 22″ N, 4° 31′ 12″ E / 43.956°N,4.52°E                          | PA00103331 | Antiga capella Saint-Pierre · Vegeu més fotos d'aquest monument · Carregueu una nova foto d'aquest monument                                                 |
| Gruta prehistòrica de la Balauzière                                         | Cat.  | Prehistòria; Paleolític mitjà; Paleolític superior; Neolític; Calcolític | Vèrç Domaine Saint-Privat                                                  | 43° 56′ 53″ N, 4° 31′ 31″ E / 43.948°N,4.5254°E                        | PA00103293 | Carregueu una nova foto d'aquest monument |
| Domaine de Saint-Privat                                                     | Inv.  | Segles XVII-XVIII                                                        | Vèrç                                                                       | 43° 56′ 52″ N, 4° 31′ 00″ E / 43.9478°N,4.5168°E                       | PA00103292 | Domaine de Saint-Privat · Vegeu més fotos d'aquest monument · Carregueu una nova foto d'aquest monument                                                     |
| Pont del Gard i aqüeducte romà de Nimes                                     | Inv.  | gal·loromà                                                               | Vèrç Pont-Rou; Font Menestière                                             | 43° 56′ 50″ N, 4° 32′ 07″ E / 43.947222°N,4.535278°E                   | PA00103291 | Pont del Gard i aqüeducte romà de Nimes · Vegeu més fotos d'aquest monument · Carregueu una nova foto d'aquest monument                                     |
| Abric prehistòric de la Salpétrière                                         | Cat.  | Prehistòria; Paleolític superior                                         | Vèrç                                                                       | 43° 56′ 56″ N, 4° 34′ 34″ E / 43.9489°N,4.5761°E                       | PA00103290 | Abric prehistòric de la Salpétrière · Vegeu més fotos d'aquest monument · Carregueu una nova foto d'aquest monument                                         |
| Castell de Montcalm                                                         | Inv.  |                                                                          | Vestric e Candiac                                                          | 43° 44′ 27″ N, 4° 15′ 34″ E / 43.7407°N,4.2594°E                       | PA00103295 | Castell de Montcalm · Vegeu més fotos d'aquest monument · Carregueu una nova foto d'aquest monument                                                         |
| Casa porxada                                                                | Inv.  |                                                                          | Vilanova d'Avinyó place de l'Eglise; rue de l'Hôpital                      | 43° 57′ 47″ N, 4° 47′ 48″ E / 43.963167°N,4.796694°E                   | PA00103318 | Casa porxada · Vegeu més fotos d'aquest monument · Carregueu una nova foto d'aquest monument                                                                |
| Casa porxada 15 del carrer Hôpital                                          | Inv.  |                                                                          | Vilanova d'Avinyó place de l'Eglise; rue de l'Hôpital                      | 43° 57′ 46″ N, 4° 47′ 48″ E / 43.96265°N,4.79675°E                     | PA00103317 | Casa porxada 15 del carrer Hôpital · Vegeu més fotos d'aquest monument · Carregueu una nova foto d'aquest monument                                          |
| Casa porxada 13 del carrer Hôpital                                          | Inv.  |                                                                          | Vilanova d'Avinyó place de l'Eglise; rue de l'Hôpital                      | 43° 57′ 46″ N, 4° 47′ 48″ E / 43.96265°N,4.79675°E                     | PA00103316 | Casa porxada 13 del carrer Hôpital · Vegeu més fotos d'aquest monument · Carregueu una nova foto d'aquest monument                                          |
| Casa porxada 11 del carrer Hôpital                                          | Inv.  |                                                                          | Vilanova d'Avinyó place de l'Eglise; rue de l'Hôpital                      | 43° 57′ 46″ N, 4° 47′ 48″ E / 43.96265°N,4.79675°E                     | PA00103315 | Casa porxada 11 del carrer Hôpital · Vegeu més fotos d'aquest monument · Carregueu una nova foto d'aquest monument                                          |
| Casa porxada 9 del carrer Hôpital                                           | Inv.  |                                                                          | Vilanova d'Avinyó place de l'Eglise; rue de l'Hôpital                      | 43° 57′ 46″ N, 4° 47′ 48″ E / 43.96265°N,4.79675°E                     | PA00103314 | Casa porxada 9 del carrer Hôpital · Vegeu més fotos d'aquest monument · Carregueu una nova foto d'aquest monument                                           |
| Casa porxada 7 del carrer Hôpital                                           | Inv.  |                                                                          | Vilanova d'Avinyó place de l'Eglise; rue de l'Hôpital                      | 43° 57′ 46″ N, 4° 47′ 48″ E / 43.96265°N,4.79675°E                     | PA00103313 | Casa porxada 7 del carrer Hôpital · Vegeu més fotos d'aquest monument · Carregueu una nova foto d'aquest monument                                           |
| Casa porxada 5 del carrer Hôpital                                           | Inv.  |                                                                          | Vilanova d'Avinyó place de l'Eglise; rue de l'Hôpital                      | 43° 57′ 46″ N, 4° 47′ 48″ E / 43.96265°N,4.79675°E                     | PA00103312 | Casa porxada 5 del carrer Hôpital · Vegeu més fotos d'aquest monument · Carregueu una nova foto d'aquest monument                                           |
| Casa porxada 3 del carrer Hôpital                                           | Inv.  |                                                                          | Vilanova d'Avinyó place de l'Eglise; rue de l'Hôpital                      | 43° 57′ 46″ N, 4° 47′ 48″ E / 43.96286°N,4.79676°E                     | PA00103311 | Casa porxada 3 del carrer Hôpital · Vegeu més fotos d'aquest monument · Carregueu una nova foto d'aquest monument                                           |
| Domaine de Montaut, antiga lliurea cardenalícia                             | Inv.  | Segle XIV                                                                | Vilanova d'Avinyó 2 chemin de Montaut                                      | 43° 57′ 35″ N, 4° 47′ 31″ E / 43.95983°N,4.79199°E                     | PA30000012 | Carregueu una nova foto d'aquest monument |
| Casa medieval                                                               | Inv.  | Edat mitjana                                                             | Vilanova d'Avinyó 2 rue Montée-du-Fort; 1 rue du Bourguet                  | 43° 57′ 51″ N, 4° 47′ 51″ E / 43.964139°N,4.797556°E                   | PA30000036 | Casa medieval · Vegeu més fotos d'aquest monument · Carregueu una nova foto d'aquest monument                                                               |
| Antiga lliurea cardenalícia de Canilhac                                     | Inv.  | Segle XVII                                                               | Vilanova d'Avinyó place de l'Oratoire; rue de l'Hôpital                    | 43° 57′ 44″ N, 4° 47′ 47″ E / 43.962361°N,4.796444°E                   | PA00103307 | Antiga lliurea cardenalícia de Canilhac · Vegeu més fotos d'aquest monument · Carregueu una nova foto d'aquest monument                                     |
| Casa als carres Peintres i La-Tour                                          | Cat.  | Segle XVII                                                               | Vilanova d'Avinyó rue des Peintres; rue La-Tour                            | 43° 57′ 33″ N, 4° 47′ 51″ E / 43.95924°N,4.797632°E                    | PA00103319 | Casa als carres Peintres i La-Tour · Vegeu més fotos d'aquest monument · Carregueu una nova foto d'aquest monument                                          |
| Antiga lliurea cardenalícia d'Arnaud de Via                                 | Inv.  | Segle XIV                                                                | Vilanova d'Avinyó 1 rue de la République                                   | 43° 57′ 49″ N, 4° 47′ 49″ E / 43.963556°N,4.796806°E                   | PA00103310 | Carregueu una nova foto d'aquest monument |
| Hôtel Pierre de Luxembourg                                                  | Cat.  | Segle XVII                                                               | Vilanova d'Avinyó 3 rue de la République                                   | 43° 57′ 49″ N, 4° 47′ 48″ E / 43.963694°N,4.796778°E                   | PA00103309 | Hôtel Pierre de Luxembourg · Vegeu més fotos d'aquest monument · Carregueu una nova foto d'aquest monument                                                  |
| Antic hôtel Calvet dit Hôtel du Prince de Conti                             | Inv.  | Segle XVII                                                               | Vilanova d'Avinyó 43, 45 rue de la République; abans 47                    | 43° 57′ 55″ N, 4° 47′ 47″ E / 43.965194°N,4.796306°E                   | PA00103308 | Antic hôtel Calvet dit Hôtel du Prince de Conti · Vegeu més fotos d'aquest monument · Carregueu una nova foto d'aquest monument                             |
| Antic palau del cardenal de Deaux, dit també lliurea de la Thurroye         | Inv.  |                                                                          | Vilanova d'Avinyó 51, 55 rue de la République; impasse de la Thurroye      | 43° 57′ 56″ N, 4° 47′ 46″ E / 43.9655°N,4.796194°E                     | PA30000032 | Antic palau del cardenal de Deaux, dit també lliurea de la Thurroye · Vegeu més fotos d'aquest monument · Carregueu una nova foto d'aquest monument         |
| Antic hôtel de Roux                                                         | Inv.  |                                                                          | Vilanova d'Avinyó 57, 59 rue de la République                              | 43° 57′ 57″ N, 4° 47′ 46″ E / 43.965861°N,4.796056°E                   | PA30000042 | Antic hôtel de Roux · Vegeu més fotos d'aquest monument · Carregueu una nova foto d'aquest monument                                                         |
| Torre de Philippe le Bel                                                    | Cat.  | Segles XIV-XV                                                            | Vilanova d'Avinyó                                                          | 43° 57′ 31″ N, 4° 47′ 51″ E / 43.958639°N,4.797528°E                   | PA00103322 | Torre de Philippe le Bel · Vegeu més fotos d'aquest monument · Carregueu una nova foto d'aquest monument                                                    |
| Porta del carrer principal                                                  | Inv.  |                                                                          | Vilanova d'Avinyó                                                          | 43° 58′ 33″ N, 4° 47′ 24″ E / 43.97595°N,4.79008°E                     | PA00103321 | Porta del carrer principal · Carregueu una nova foto d'aquest monument                                                                                      |
| Antic palau del Cardenal de Giffon                                          | Inv.  | Segle XIV                                                                | Vilanova d'Avinyó                                                          | 43° 57′ 52″ N, 4° 47′ 53″ E / 43.964333°N,4.797944°E                   | PA00103320 | Antic palau del Cardenal de Giffon · Vegeu més fotos d'aquest monument · Carregueu una nova foto d'aquest monument                                          |
| Antic castell Fort Saint-André                                              | Cat.  |                                                                          | Vilanova d'Avinyó                                                          | 43° 57′ 56″ N, 4° 48′ 02″ E / 43.9655°N,4.800556°E                     | PA00103306 | Antic castell Fort Saint-André · Vegeu més fotos d'aquest monument · Carregueu una nova foto d'aquest monument                                              |
| Església Notre-Dame i el claustre                                           | Cat.  | Segle XIV                                                                | Vilanova d'Avinyó place Meissonnier                                        | 43° 57′ 48″ N, 4° 47′ 48″ E / 43.963306°N,4.796528°E                   | PA00103305 | Església Notre-Dame i el claustre · Vegeu més fotos d'aquest monument · Carregueu una nova foto d'aquest monument                                           |
| Escola Montolivet, École de Garçons                                         | Cat.  |                                                                          | Vilanova d'Avinyó 5 rue de Montolivet                                      | 43° 57′ 45″ N, 4° 47′ 42″ E / 43.962556°N,4.794972°E                   | PA00103304 | Escola Montolivet, École de Garçons · Vegeu més fotos d'aquest monument · Carregueu una nova foto d'aquest monument                                         |
| Antiga cartoixa del Val-de-Bénédiction                                      | Inv.  | Segles XIV-XV                                                            | Vilanova d'Avinyó                                                          | 43° 57′ 59″ N, 4° 47′ 51″ E / 43.966417°N,4.797444°E                   | PA00103303 | Antiga cartoixa del Val-de-Bénédiction · Vegeu més fotos d'aquest monument · Carregueu una nova foto d'aquest monument                                      |
| Capella dels Pénitents-Gris                                                 | Cat.  | Segle XVIII                                                              | Vilanova d'Avinyó                                                          | 43° 57′ 56″ N, 4° 47′ 44″ E / 43.965556°N,4.795556°E                   | PA00103302 | Capella dels Pénitents-Gris · Vegeu més fotos d'aquest monument · Carregueu una nova foto d'aquest monument                                                 |
| Castell de Pondres                                                          | Inv.  |                                                                          | Vilavièlha                                                                 | 43° 48′ 28″ N, 4° 05′ 24″ E / 43.807778°N,4.09°E                       | PA00103335 | Castell de Pondres · Vegeu més fotos d'aquest monument · Carregueu una nova foto d'aquest monument                                                          |
| Vestigis del poblat prehistòric de Fontbouisse                              | Cat.  | Prehistòria                                                              | Vilavièlha la Garenne                                                      | 43° 48′ 22″ N, 4° 06′ 04″ E / 43.806148°N,4.100982°E                   | PA00103325 | Vestigis del poblat prehistòric de Fontbouisse · Vegeu més fotos d'aquest monument · Carregueu una nova foto d'aquest monument                              |
| Colomar de Pondres                                                          | Inv.  | Segle XVII                                                               | Vilavièlha                                                                 | 43° 48′ 19″ N, 4° 05′ 24″ E / 43.805231°N,4.089988°E                   | PA00103324 | Colomar de Pondres · Vegeu més fotos d'aquest monument · Carregueu una nova foto d'aquest monument                                                          |
| Castell                                                                     | Cat.  | Segles XIII-XVIII                                                        | Vilavièlha                                                                 | 43° 47′ 13″ N, 4° 05′ 53″ E / 43.786833°N,4.098083°E                   | PA00103323 | Castell · Vegeu més fotos d'aquest monument · Carregueu una nova foto d'aquest monument                                                                     |
| Capella Saint-Pierre                                                        | Cat.  | Segle XII                                                                | Venejan l'Olivette                                                         | 44° 12′ 30″ N, 4° 40′ 15″ E / 44.208427°N,4.670708°E                   | PA00135385 | Capella Saint-Pierre · Vegeu més fotos d'aquest monument · Carregueu una nova foto d'aquest monument                                                        |
| Capella Saint-Jean-Baptiste, antiga església parroquial                     | Inv.  | Segles XII-XIV                                                           | Venejan                                                                    | 44° 11′ 45″ N, 4° 39′ 33″ E / 44.195921°N,4.659088°E                   | PA00103288 | Capella Saint-Jean-Baptiste, antiga església parroquial · Vegeu més fotos d'aquest monument · Carregueu una nova foto d'aquest monument                     |